# IC 2389
IC 2389 је спирална галаксија у сазвјежђу Жирафа која се налази на листи објеката дубоког неба у Индекс каталогу.
Деклинација објекта је + 73° 32' 19" а ректасцензија 8h 47m 58,3s. Привидна величина (магнитуда) објекта IC 2389 износи 13,2 а фотографска магнитуда 14,0. Налази се на удаљености од 38,8 милиона парсека од Сунца. IC 2389 је још познат и под ознакама UGC 4576, MCG 12-9-11, CGCG 331-64, IRAS 08425+7343, CGCG 332-11, VV 798, PGC 24711.